# Mimostenellipsis albertisi
Mimostenellipsis albertisi là một loài bọ cánh cứng trong họ Cerambycidae.